# Calendulauda albescens

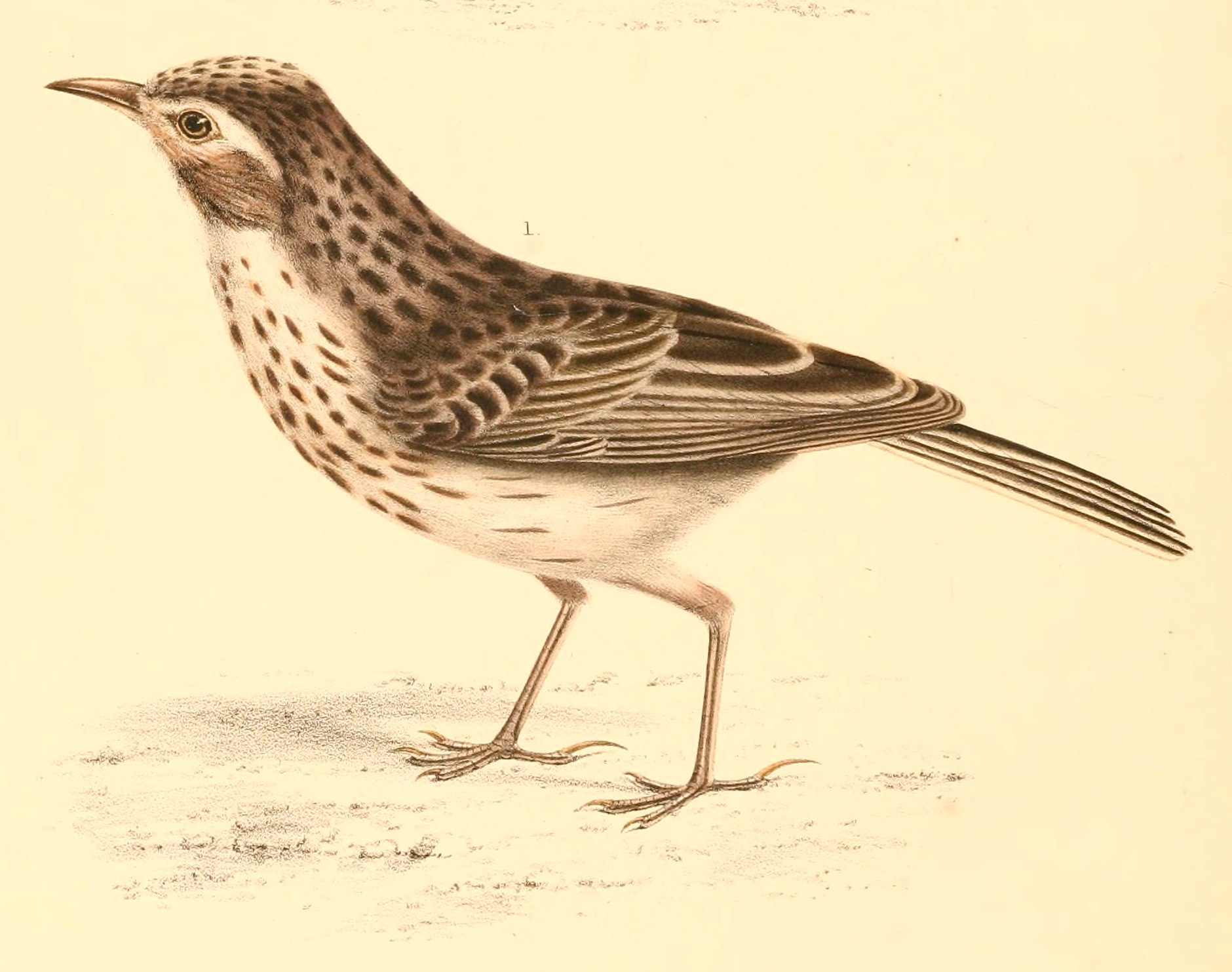
Calendulauda albescens codea

A Calendulauda albescens a verébalakúak (Passeriformes) rendjébe, ezen belül a pacsirtafélék (Alaudidae) családjába és a Calendulauda nembe tartozó faj.

## Rendszerezése
A fajt Frédéric de Lafresnaye francia ornitológus írta le 1839-ben, az Alauda nembe Alauda albescens néven. Szerepelt a Certhilauda nemben Certhilauda albescens  néven is.

## Alfajai
- Calendulauda albescens codea (A. Smith, 1843) – a Dél-afrikai Köztársaság északnyugati partvidéke;
- Calendulauda albescens albescens (Lafresnaye, 1839) – a Dél-afrikai Köztársaság délnyugati partvidéke (Saldanha és Fokváros között);
- Calendulauda albescens guttata (Lafresnaye, 1839) – nyugat-Dél-afrikai Köztársaság, a partvidék kivételével;
- Calendulauda albescens karruensis (Roberts, 1936) – délközép-Dél-afrikai Köztársaság.

## Előfordulása
Afrika déli részén, a Dél-afrikai Köztársaság területén honos. Természetes élőhelyei a szubtrópusi és trópusi gyepek és cserjések. Állandó, nem vonuló faj.

## Megjelenése
Testhossza 17 centiméter, testtömege 25-33 gramm.

## Életmódja
Többnyire rovarokkal táplálkozik. Monogám, júliustól decemberig költ.

## Természetvédelmi helyzete
Az elterjedési területe nagyon nagy, egyedszáma ugyan csökken, de még nem éri el a kritikus szintet. A Természetvédelmi Világszövetség Vörös listáján nem fenyegetett fajként szerepel.